# Borgholzhausen
Borgholzhausen is een stad in de Duitse deelstaat Noordrijn-Westfalen, gelegen in Kreis Gütersloh. De stad telt 8.964 inwoners (31 december 2020) op een oppervlakte van 55,88 km². Naburige steden zijn onder andere Gütersloh, Harsewinkel en Rheda-Wiedenbrück.

## Geografie
Borgholzhausen ligt met zijn kern in een breuk van het Teutoburgerwoud. In het noorden loopt het stadje over in het Ravensberger heuvelland en in het zuiden in het vlakke Ostmünsterland. Het stadje ligt op een hoogte van ongeveer 120 tot 140 meter in een open dal van het Teutoburgerwoud. Ten westen rijzen de beboste Johannisegge en de Hollandskopf op tot een hoogte van ruim 300 meter, terwijl het uiterste zuiden van het stadje slechts op een hoogte van 80 meter ligt.

## Geschiedenis
Het stadswapen bestaat uit een rode stadsmuur met vier kantelen met op de voorgrond drie sparren in rood en zilverwit. De sparren duiden aan dat de stad vroeger toebehoorde aan het Graafschap Ravensberg. De muur met kantelen staat symbool voor het verworven stadsrecht.
Rond het jaar 1100 heeft Borgholzhausen al het stadsrecht verworven. Sinds 1096 heette het dorp "Holthus" maar vanwege korte afstand tot de nabijgelegen Burg Ravensberg, een door graaf Hermann II von Calvelage gebouwd kasteel, ontstond in 1317 de plaatsaanduiding "Borgholthusen". In datzelfde jaar werd het ook voor de eerste keer als "Landstadt" aangemerkt. In 1488 werd het naast de vlakbijgelegen dorpen Werther en Halle als Wibbold of Wicbold van het Graafschap Ravensberg, aangesloten en ingelijfd bij het toenmalige Groothertogdom Brandenburg. Het was toen een stadachtige nederzetting dat het recht bezat een voorzitter te kiezen en bepaalde ambachten te bedrijven. Voor gewone dorpen op het platteland was dit gewoon verboden.
Rond 1740 vestigden diverse honingkoekbakkers uit het naburige Dissen zich in Borgholzhausen en in respectievelijk 1827, 1830 en 1861 werden honingkoek- (Lebkuchen) fabrieken opgericht. Hierdoor werd Borgholzhausen bekend als de "honingkoekstad".
Na 1873 kwamen er vleeswarenfabrieken bij en in 1880 ontstond in Borgholzhausen de eerste dampfmolkerei van Westfalen. Uit de in de 17e eeuw aangelegde zoutmijn "Barthausen" kwam na 1907 het "Solbad Ravensberg" voort, dat al geruime tijd fabrieksmatig mineraalwater maakt en verkoopt.
Tot aan het einde van de Tweede Wereldoorlog beperkte de economische ontwikkeling van de huidige Stadt Borgholzhausen zich tot landbouw en aanverwante zaken. Hoewel zich binnen de huidige bebouwde kom van Borgholzhausen diverse midden en kleinbedrijven vestigden, werd in de oude Stadt Borgholzhausen door de eigenaars van deze bedrijven ook nog akkerbouw en veeteelt bedreven. Dit veelal omdat de mensen van hun bedrijfsopbrengst zelf niet kon rondkomen. In de buitengebieden bleef de landbouw de hoofdverdienste en ook nu vormen land en bosbouw een aanzienlijk aandeel in de lokale economie.
Het stadje kreeg begin jaren zestig echter een aantal grote veranderingen te verwerken. Ter versterking van de NAVO-luchtverdediging begon in 1959 de opbouw van de geleide wapengordel in Centraal-Europa en werd de Eerste Groep Geleide Wapens (1GGW) opgericht. Deze eenheid van de Koninklijke Luchtmacht werd geplaatst in de Bondsrepubliek Duitsland.

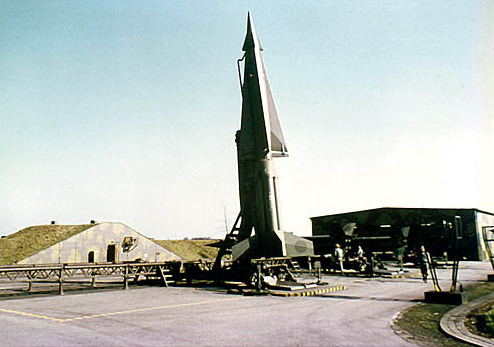
Lanceer drill

1GGW (later 12 GGW) bestond uit vier operationele geleide-wapeneenheden, die allen waren uitgerust met de door de Verenigde Staten ter beschikking gestelde Nike Ajax en Nike Hercules luchtdoelraketten.
Het 120 Squadron kreeg Borgholzhausen als standplaats toegewezen zodat het stadje in 1961 opeens geconfronteerd werd met de bouw van een zwaar beveiligde basis en met komst van 200 Nederlandse luchtmachtmilitairen. Men zag ze echter graag komen omdat het stadje hiermee een grote economische impuls kreeg. Veel militairen vestigden zich met hun gezin in de speciaal hiervoor gebouwde wijk en integreerden in de kleine Westfalense stadsgemeenschap. Met hun aanwezigheid vormden zij een aanzienlijk deel van de lokale bevolking.
Vanwege de gedeeltelijk nucleaire taak die 120 Sqn had, werden in de periode van 1960 tot 1982 ook Amerikaanse militairen in de stad ondergebracht. Deze behoorden tot de Custodial Unit van het 508 (later 509) US Army Artillery Detachement (USAAD). In het kader van algemene bezuinigingen werden medio 1982 reorganistatieplannen bekendgemaakt, waarbij 12 GGW werd opgeheven. Als direct gevolg hiervan werd het 120 Squadron op 31 maart 1983 buiten dienst gesteld. Zo kwam na 21 jaar aan de "Nederlandse" periode van het stadje een eind.

## Afbeeldingen

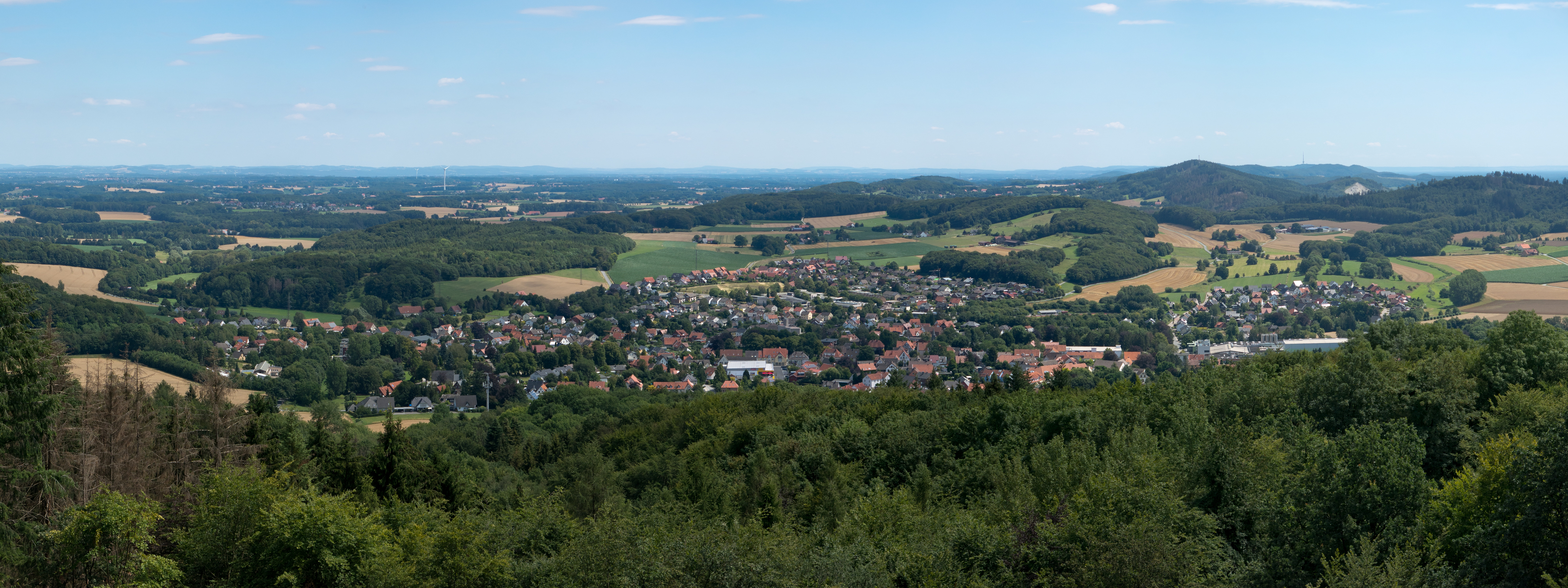
Gezicht op Borgholzhausen
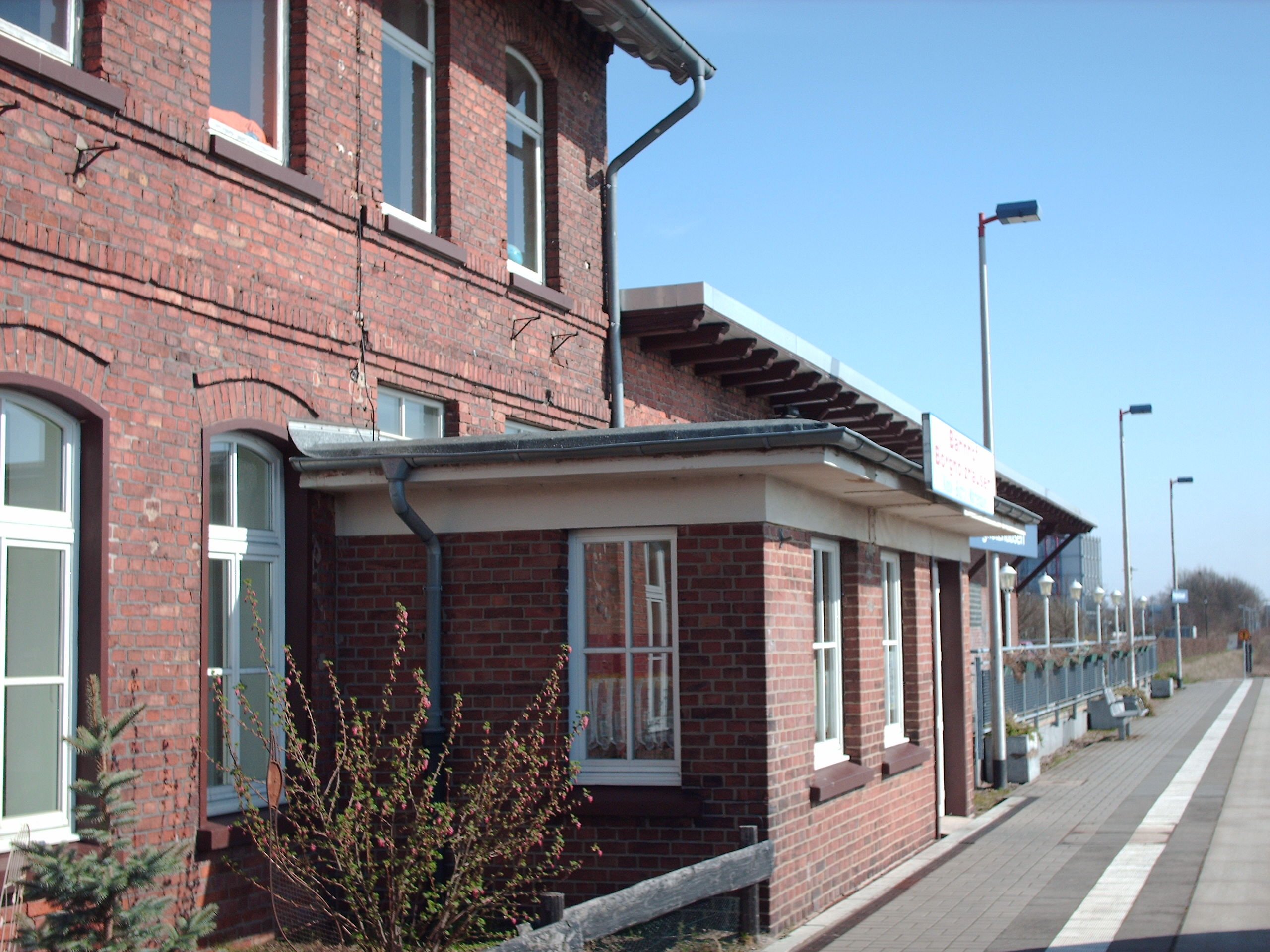
Station
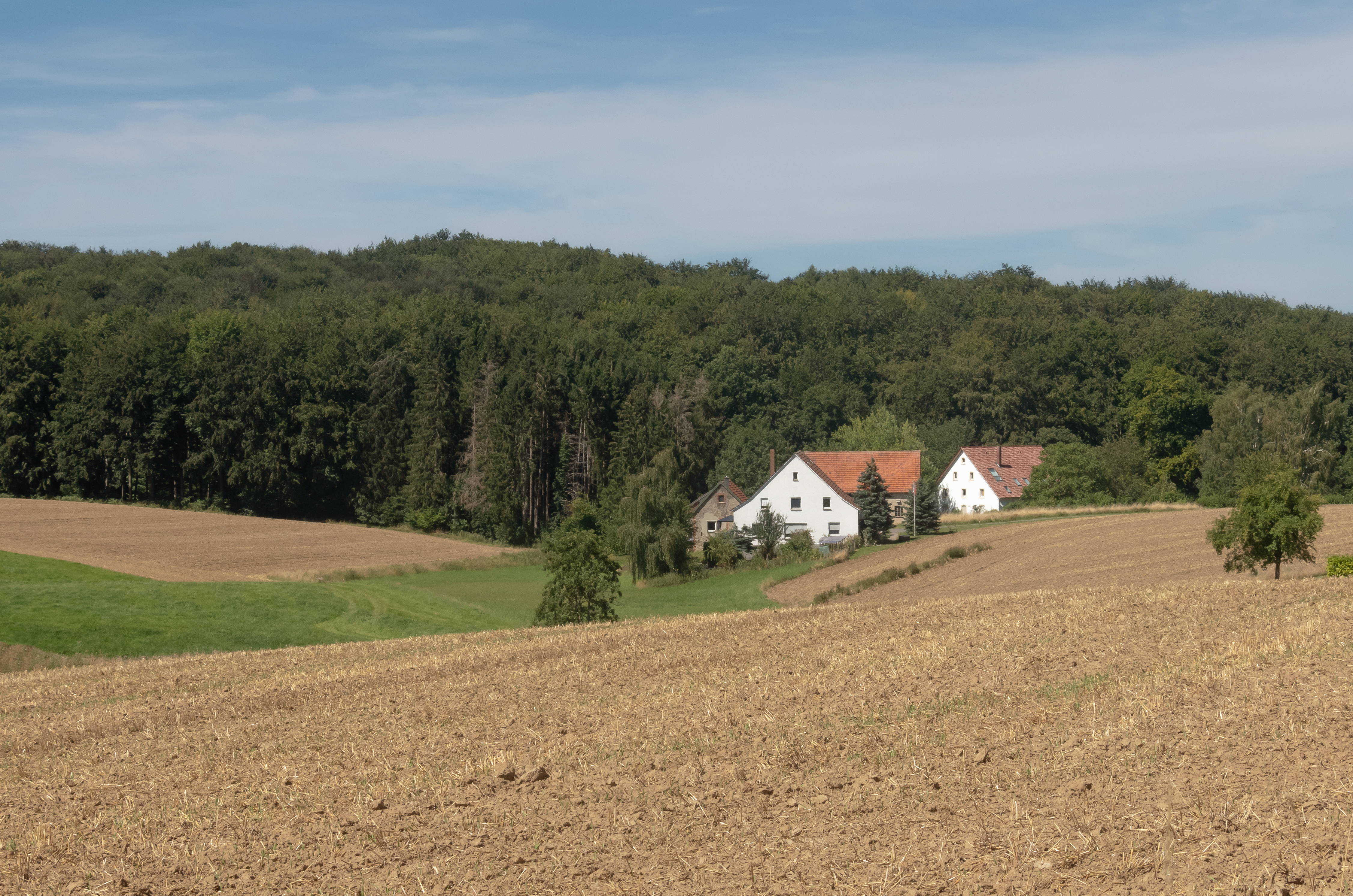
Woonhuis in de heuvels